# Dikolo
Dikolo est un village du Cameroun situé dans la Sud-Ouest et le département du Fako, à environ 45 km de Douala, à laquelle elle est reliée par une route nationale.

## Population
Dikolo a connu une forte importance du temps de la traite des exclaves.

### Histoire
Les populations de Dikolo sont les sujets du chef Dick Merchant, le plus grand rival de King William.
les populations de Dikolo (un des villages de Bimbia sont les sujets réfractaires à sa Majesté King William), les Bubi, les Bota les Batoka et les Bakweri305. Leur coalition affrontera les Bimbia (populations de Bimbia) alliées aux Duala.
L'environnemental se modifie aussi par le développement économique performant de Dikolo au détriment de Williamstown (capitale de Bimbia) dont le déclin va de pair avec la baisse de l'autorité de King William sur les autres chefs et les populations de l'arriére pays. De même, des factoreries se développent autant que sur les marchés côtiers et modifient le cadre matériel d'activités des différents acteurs.

## Structure administrative
Dikolo est une chefferie de 3e degré,